# Succinea californica
Succinea californica är en snäckart som beskrevs av P. Fischer och Joseph Charles Hippolyte Crosse 1878. Succinea californica ingår i släktet Succinea och familjen bärnstenssnäckor. Inga underarter finns listade i Catalogue of Life.